# خدمات اطلاعاتی جینز
جینز یک شرکت جهانی اطلاعاتی متن‌باز است که در زمینه‌های نظامی، امنیت ملی، هوافضا و موضوعات حمل و نقل تخصص دارد. نام این شرکت از نویسنده بریتانیایی فرد تی. جین گرفته شده است.

## تاریخچه
گروه اطلاعات جینز در سال ۱۸۹۸ توسط فرد تی جین تأسیس شد، که به عنوان یک هنرمند دریایی مشتاق در حال زندگی در پورتسموث شروع به طراحی کشتی‌ها کرده بود. این فعالیت به تدریج به دانش دایره‌المعارفی تبدیل شد که به انتشار کتاب تمام کشتی‌های جنگی جهان (۱۸۹۸) منجر شد. سپس شرکت به تدریج به سایر حوزه‌های تخصصی نظامی گسترش یافت. کتاب‌ها و مجله‌های تجاری منتشر شده توسط این شرکت اغلب به عنوان منبع عمومی واقعی اطلاعات در مورد جنگ و سیستم‌های حمل و نقل در نظر گرفته می‌شوند.
این گروه که بیشتر دوران فعالیت خود را در لندن بزرگ گذرانده است، به ترتیب متعلق به شرکت تامسون، شرکت وودبریج، سپس آی‌اچ‌اس مارکیت، و در نهایت در سال ۲۰۱۹ توسط شرکت سهامی خصوصی مونتاگو خریداری شد.
در مارس ۲۰۲۲، جینز گروه مشاوره RWR مستقر در واشینگتن دی سی را خریداری نمود.

## توضیحات
نام رسمی این شرکت گروه اطلاعات جینز است، و تا سال ۲۰۲۳ در کرویدون واقع شده بود. این شرکت به ارائه اطلاعات منبع‌باز در بخش‌های دفاع، امنیت، هوافضا و حمل و نقل ادامه می‌دهد.

## انتشارات
از نشریات آن‌ها، کتاب‌ها (که به صورت سالانه منتشر می‌شوند) شامل هواپیماهای تمام جهان جینز، کشتی‌های جنگی جینز، ارتباطات نظامی جینز، نیروهای هوایی جهان جینز، نیروهای دریایی جهان جینز، و راه‌آهن‌های جهان جینز می‌شود. نشریات ادواری شامل هفته‌نامه دفاعی جینز، بررسی اطلاعاتی جینز، بررسی بین‌المللی دفاع جینز و بین‌المللی نیروی دریایی جینز هستند. انتشار بررسی پلیس جینز (۲۰۱۱) و بررسی فرودگاه جینز (۲۰۱۹) متوقف شدند.
کتاب‌های تمام هواپیماها و کشتی‌های جنگی جهان در ویرایش ۲۰۱۹ کتاب سبک AP به عنوان منابعی برای نوشتار صحیح نام‌های هواپیما و کشتی‌های نظامی گنجانده شده‌اند.
شبیه‌سازی‌های رزمی جینز (Jane's Combat Simulations) یک برند از بازی‌های شبیه‌سازی پرواز کامپیوتری و شبیه‌سازی‌های جنگ دریایی بود که بین سال‌های ۱۹۹۶ تا ۲۰۰۰ تحت مجوز الکترونیک آرتز تولید می‌شد.